# Acanthophyllum pungens
Acanthophyllum pungens är en nejlikväxtart som först beskrevs av Bge., och fick sitt nu gällande namn av Pierre Edmond Boissier. Acanthophyllum pungens ingår i släktet Acanthophyllum och familjen nejlikväxter. Inga underarter finns listade i Catalogue of Life.